# Россош (Більський повіт)
Россош, або Росош (пол. Rossosz) — село в Польщі, у гміні Россош Більського повіту Люблінського воєводства. Населення — 1022 особи (2011).

## Історія

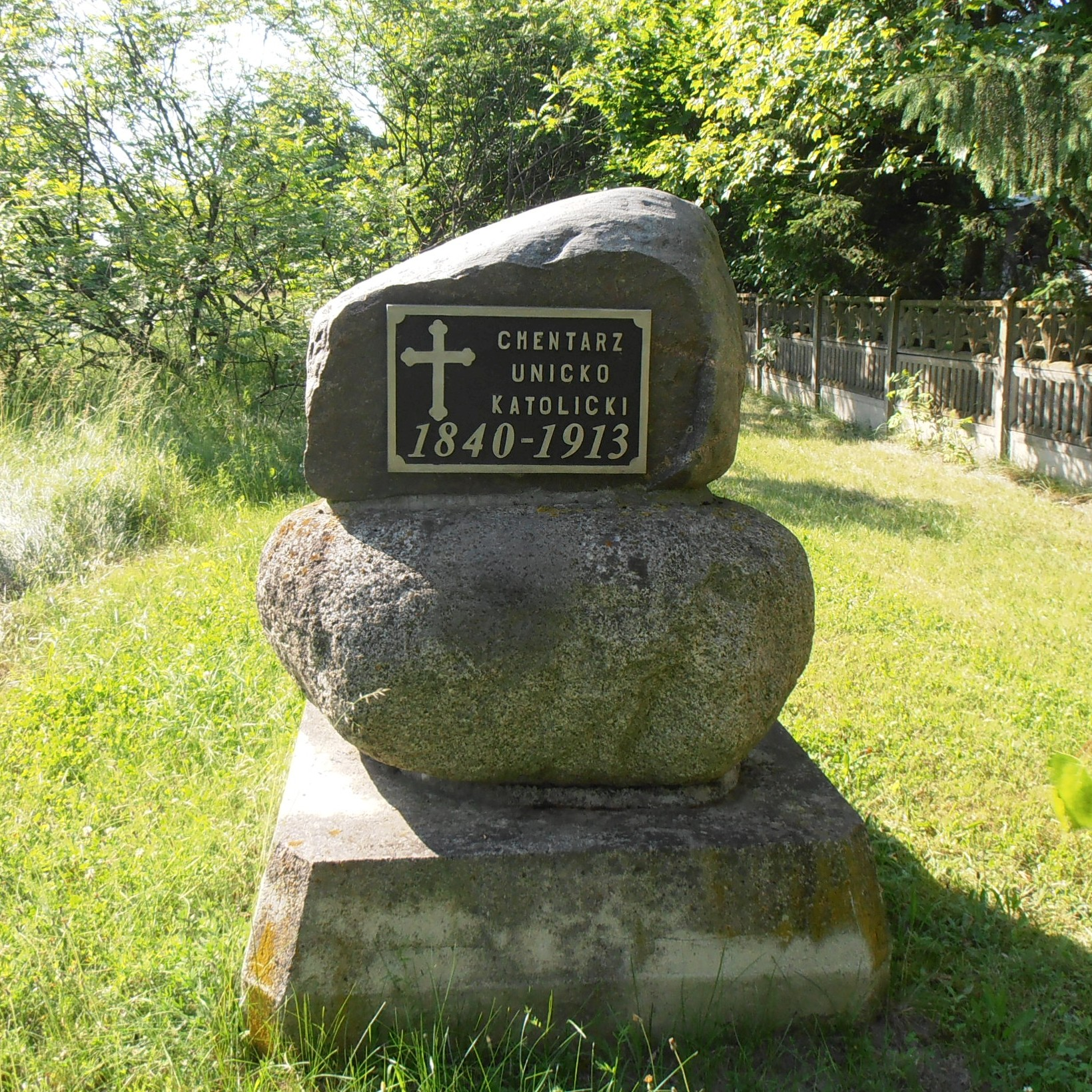
Камінь на колишньому греко-католицькому цвинтарі

1680 року вперше згадується унійна церква в селі.
За даними етнографічної експедиції 1869—1870 років під керівництвом Павла Чубинського, у селі переважно проживали греко-католики, які розмовляли українською мовою.
Село постраждало під час боїв Першої світової війни між російською та австро-угорською арміями. Внаслідок бойових дій та російської евакуації влітку 1915 року місцевого українського православного населення вглиб Російської імперії, село було повністю спалене.
У 1975—1998 роках село належало до Білопідляського воєводства.

## Населення
Демографічна структура станом на 31 березня 2011 року:
|          | Загалом | Допрацездатний вік | Працездатний вік | Постпрацездатний вік |
| -------- | ------- | ------------------ | ---------------- | -------------------- |
| Чоловіки | 508     | 115                | 340              | 53                   |
| Жінки    | 514     | 103                | 293              | 118                  |
| Разом    | 1022    | 218                | 633              | 171                  |